# Rapides d'Imatra
Les rapides d'Imatra (finnois : Imatrankoski) sont des rapides situés à Imatra en Finlande.

## Description
Ces rapides de la rivière Vuoksi sont les plus importants de Finlande.
Ils alimentent la centrale hydroélectrique d'Imatra.

## Galerie

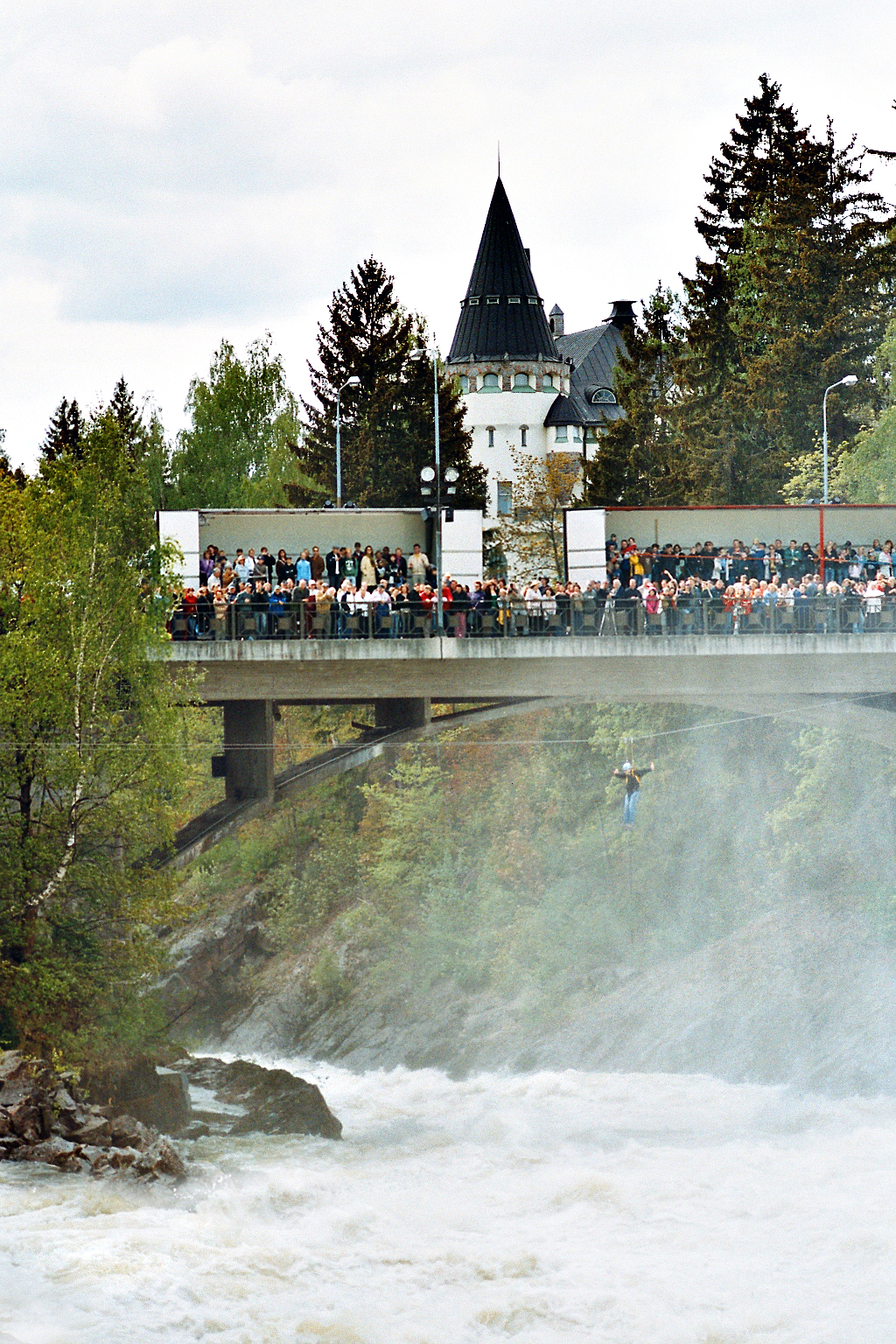
Imatrankoski
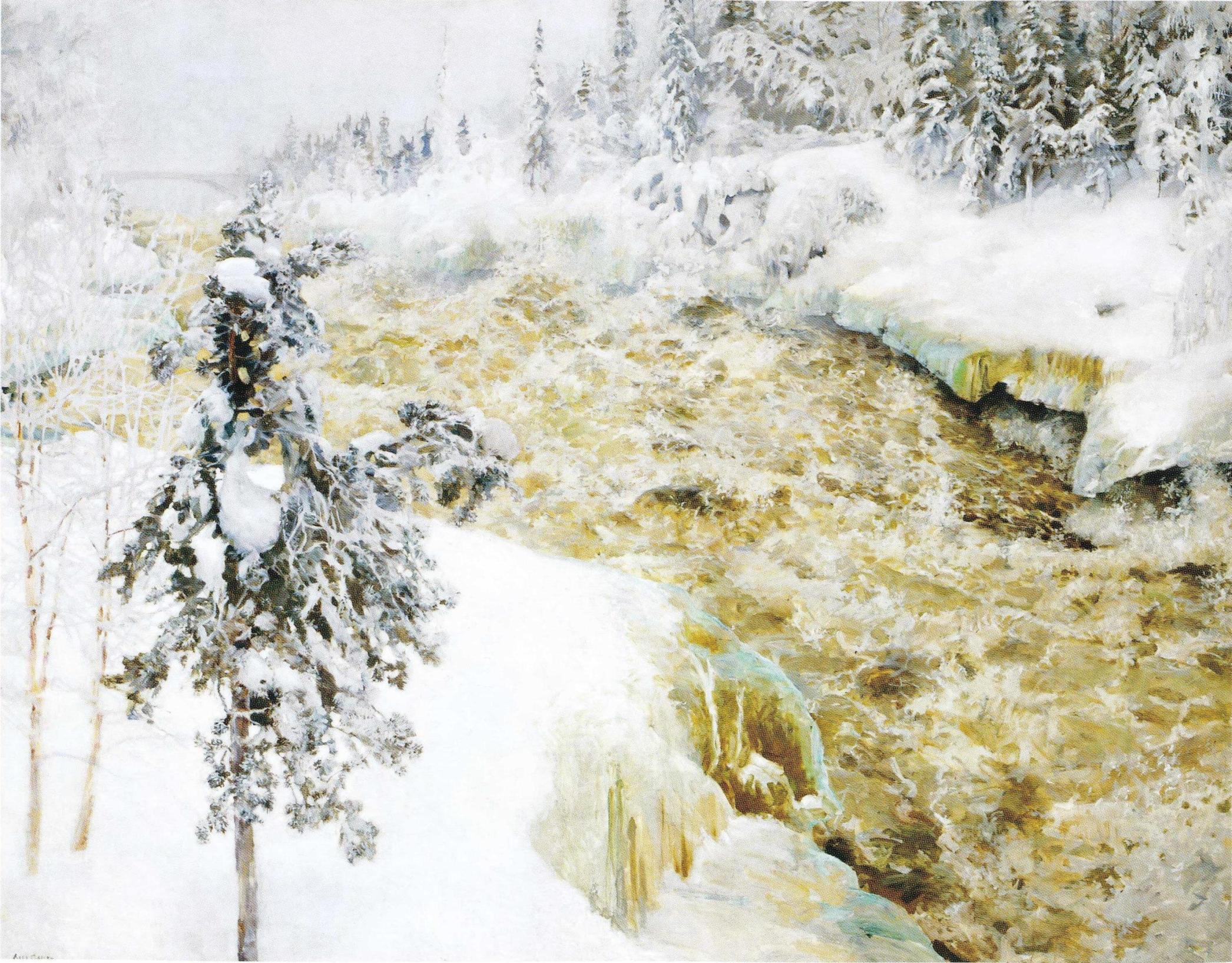
Akseli Gallen-Kallela, Imatra en hiver, 1893.
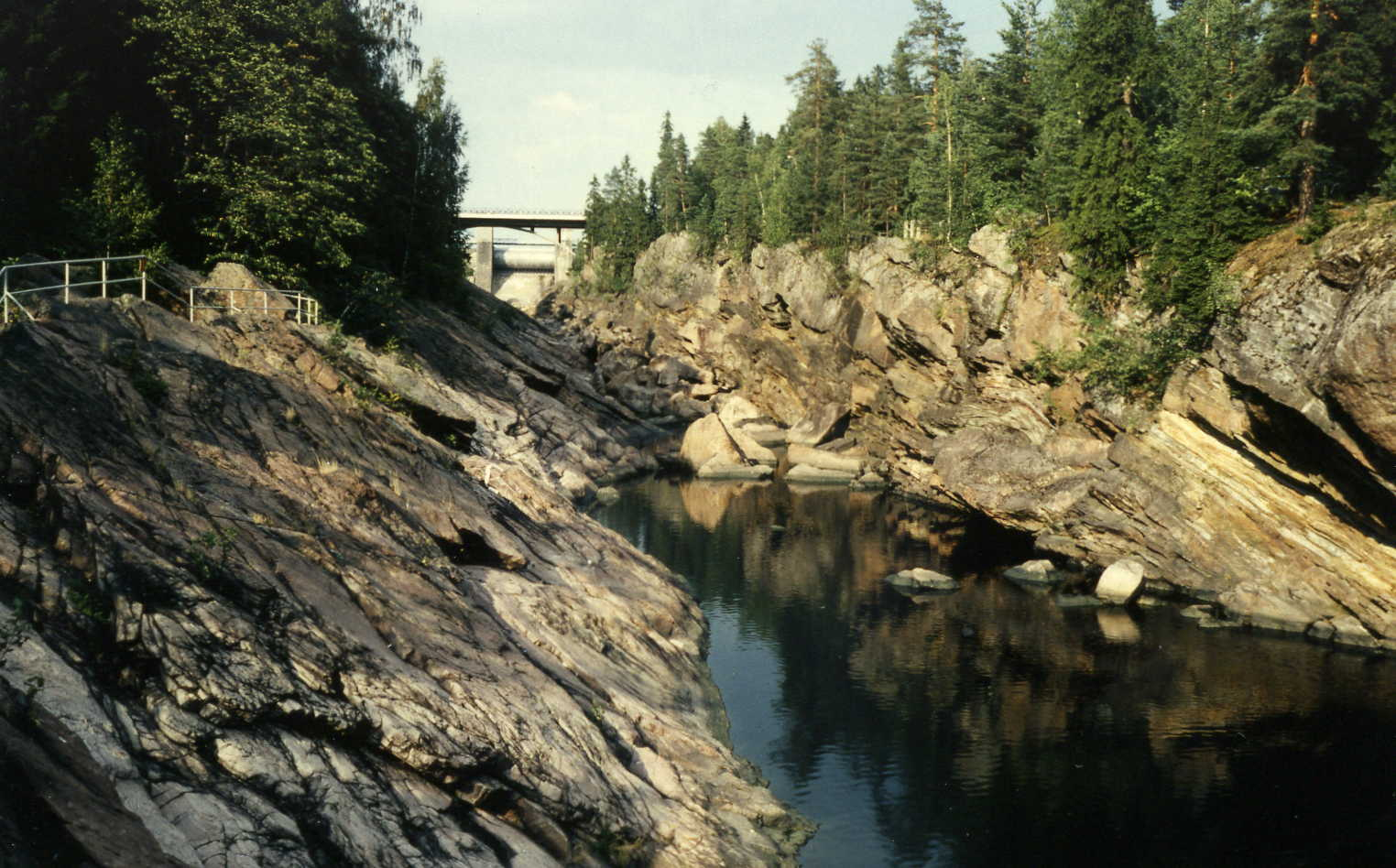
Les rapides, 1980.
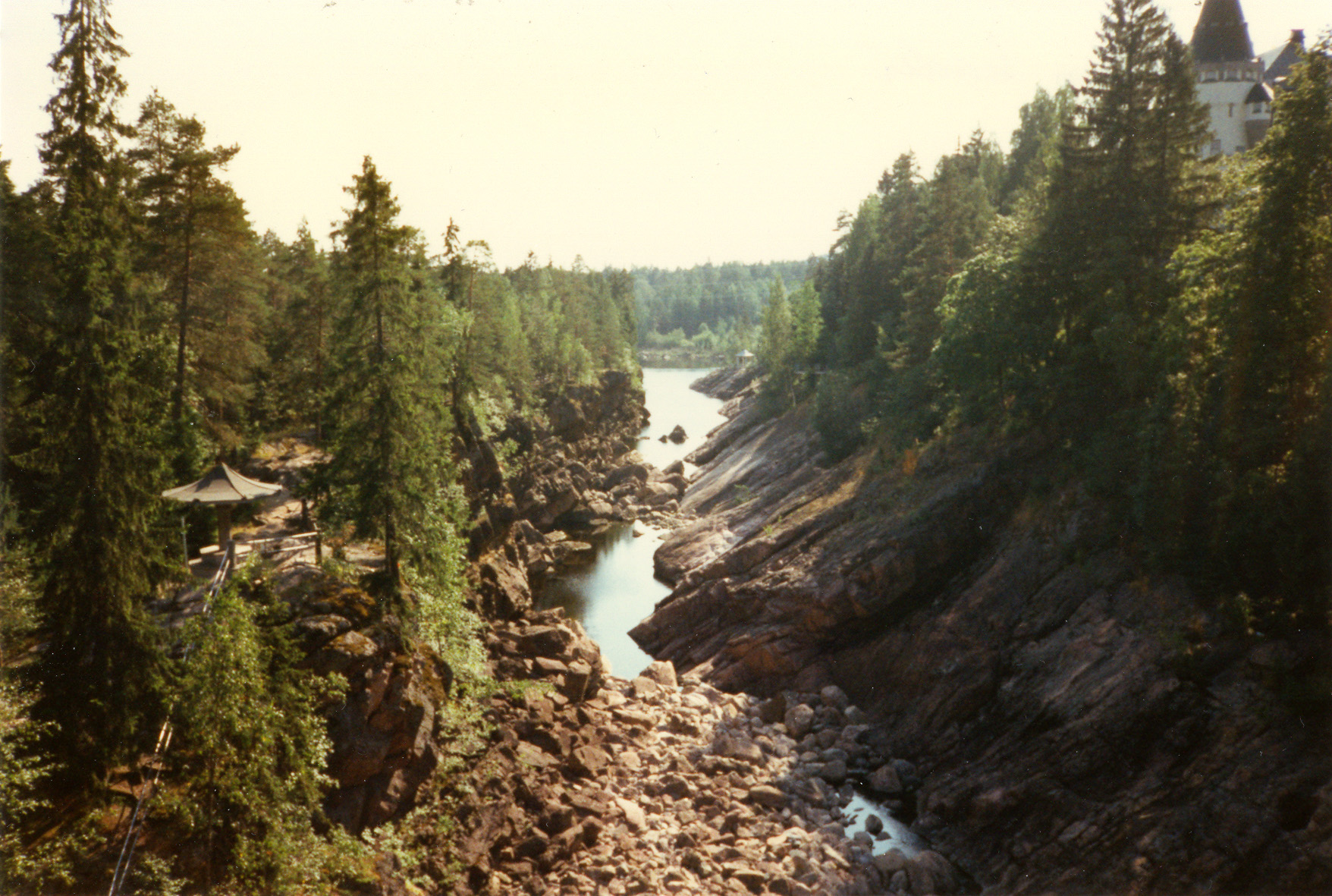
Les rapides, 1989.
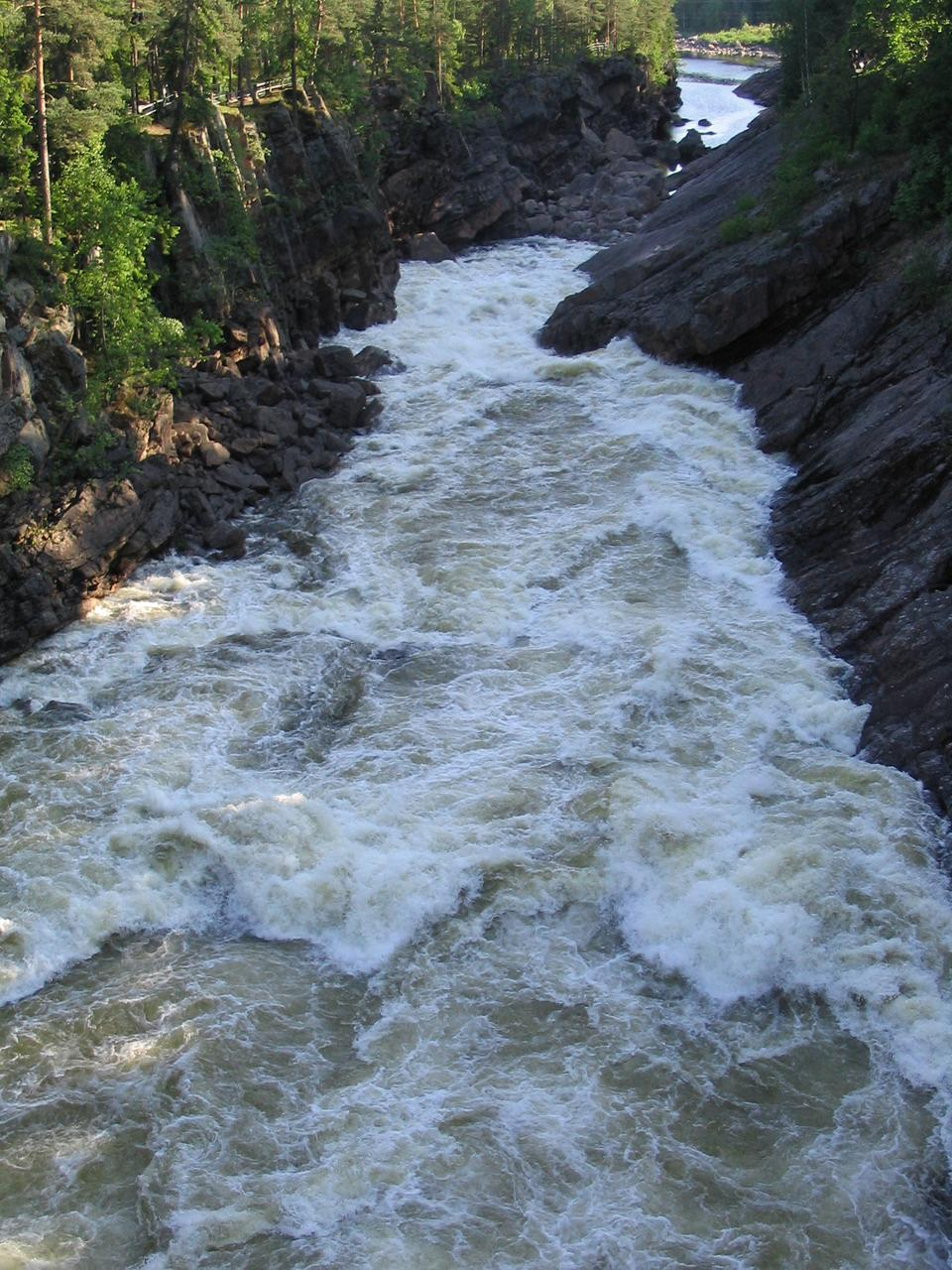
Les rapides, 2006.
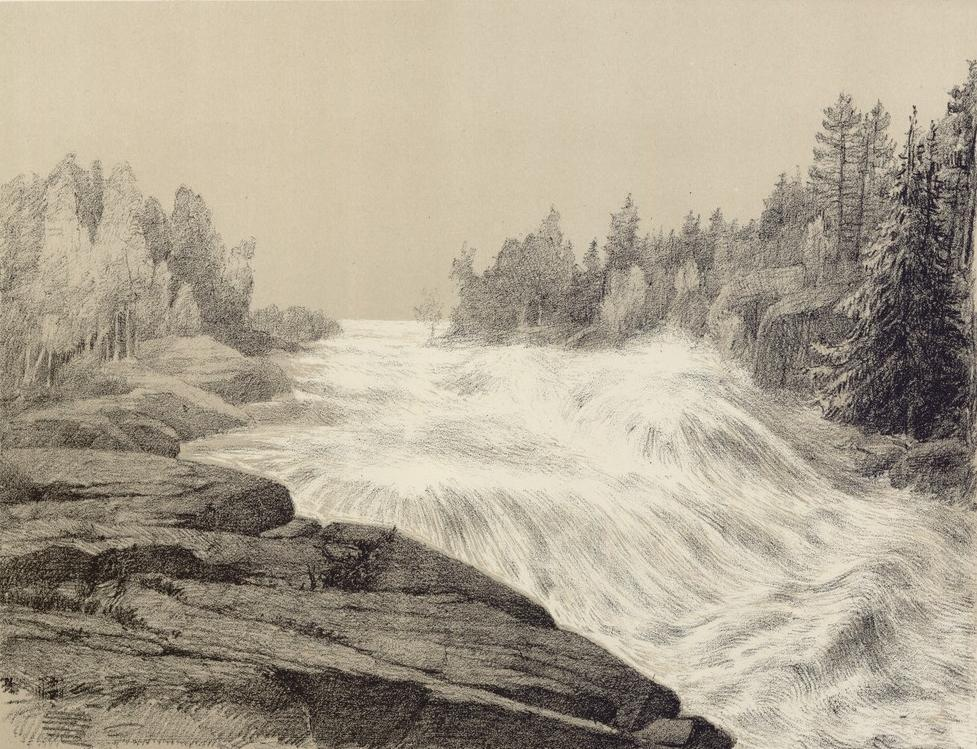
Les rapides au XIXe siècle.
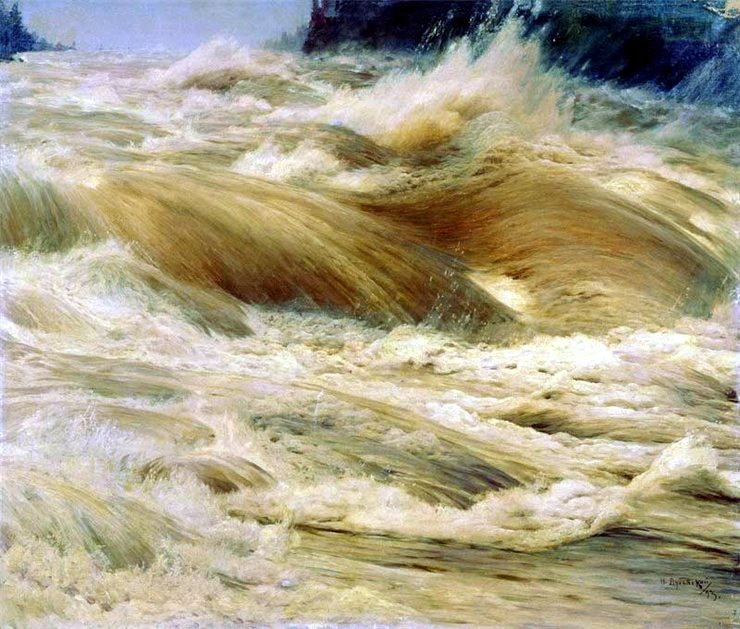
Les rapides par Nikolaï Doubovskoï.
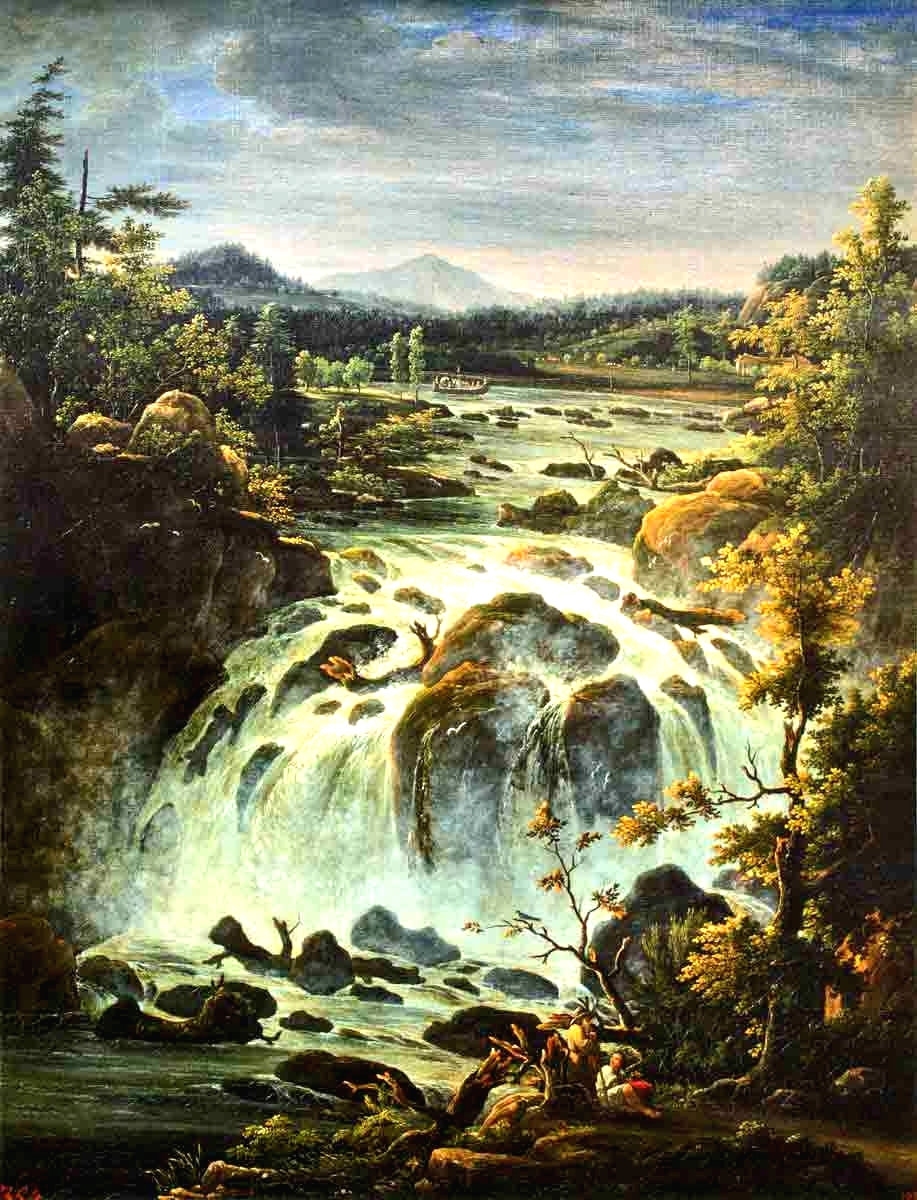
Les rapides par Fyodor Matveyev.